# العلاقات الكورية الشمالية النيجيرية
العلاقات الكورية الشمالية النيجيرية هي العلاقات الثنائية التي تجمع بين كوريا الشمالية ونيجيريا.

## مقارنة بين البلدين
هذه مقارنة عامة ومرجعية للدولتين:
| وجه المقارنة                                              | كوريا الشمالية                        | نيجيريا                     |
| --------------------------------------------------------- | ------------------------------------- | --------------------------- |
| المساحة (كم2)                                             | 120.54 ألف                            | 923.77 ألف                  |
| عدد السكان (نسمة)                                         | 25.49 مليون                           | 190.89 مليون                |
| الكثافة السكانية (ن./كم²)                                 | 211.47                                | 206.64                      |
| العاصمة                                                   | بيونغيانغ                             | أبوجا، لاغوس                |
| اللغة الرسمية                                             | لغة كوريا الشمالية القياسية ‏          | لغة إنجليزية، اللغة اليوربا |
| العملة                                                    | وون كوري شمالي                        | نيرة نيجيرية                |
| الناتج المحلي الإجمالي (بليون دولار)                      |                                       | 375.77 مليار                |
| الناتج المحلي الإجمالي (تعادل القوة الشرائية) بليون دولار |                                       | 1.09 تريليون                |
| الناتج المحلي الإجمالي الاسمي للفرد دولار أمريكي          |                                       | 2.64 ألف                    |
| الناتج المحلي الإجمالي للفرد دولار أمريكي                 |                                       | 5.91 ألف                    |
| مؤشر التنمية البشرية                                      |                                       | 0.514                       |
| رمز المكالمات الدولي                                      | +850                                  | +234                        |
| رمز الإنترنت                                              | .kp                                   | .ng                         |
| المنطقة الزمنية                                           | ت ع م+08:30، ت ع م+08:30، ت ع م+09:00 | ت ع م+01:00                 |

## منظمات دولية مشتركة
يشترك البلدان في عضوية مجموعة من المنظمات الدولية، منها:
| علم المنظمة | اسم المنظمة                   | تاريخ انضمام كوريا الشمالية | تاريخ انضمام نيجيريا |
| ----------- | ----------------------------- | --------------------------- | -------------------- |
|             | الأمم المتحدة                 | 17 سبتمبر 1991              | 7 أكتوبر 1960        |
|             | الاتحاد الدولي للاتصالات      | ?                           | 11 أبريل 1961        |
|             | الاتحاد البريدي العالمي       | ?                           | ?                    |
|             | المنظمة الهيدروغرافية الدولية | ?                           | ?                    |
|             | يونسكو                        | 18 أكتوبر 1974              | 14 نوفمبر 1960       |

## وصلات خارجية
- موقع وزارة الخارجية الكورية الشمالية
- موقع وزارة الخارجية النيجيرية